# Rhizoecus immsi
Rhizoecus immsi är en insektsart som beskrevs av James 1935. Rhizoecus immsi ingår i släktet Rhizoecus och familjen ullsköldlöss. Inga underarter finns listade i Catalogue of Life.